# Euphrosine uruguayensis
Euphrosine uruguayensis är en ringmaskart som beskrevs av Rullier och Amoureux 1979. Euphrosine uruguayensis ingår i släktet Euphrosine och familjen Euphrosinidae. Inga underarter finns listade i Catalogue of Life.